# Molly Rhone
Molly May Rhone (* in Manchester, Jamaika) ist eine jamaikanische Sportfunktionärin und ehemalige Netball-Spielerin. Sie ist seit 2003 Präsidentin der International Federation of Netball Associations (IFNA).

## Leben
Rhone besuchte das Knox Community College in Spaldings, Manchester, und begann schon zu dieser Zeit Netball zu spielen. Daneben war sie auch in der Leichtathletik-Collegemannschaft aktiv. Sie studierte Informationstechnologie (IT) am Ryerson Polytechnical Institute in Toronto (Kanada) und schloss ihr Studium 1969 mit dem Diplom ab. Nach ihrer Rückkehr nach Jamaika arbeitete sie als IT-Direktorin für Air Jamaica.
Sie bestritt internationale Spiele als Mitglied jamaikanischer U-21-, U-23- und Senioren-Netball-Nationalmannschaften, unter anderem 1975 bei den Netball-Weltmeisterschaften in Neuseeland.
Im Jahr 1991 wurde sie zur Vize-Präsidentin der Jamaica Netball Association (JNA) gewählt, zwei Jahre darauf zur Präsidentin. Sie führte die JNA bis 2003, als Jamaika Gastgeber der Netball-Weltmeisterschaften war. Im Jahr 2003 wurde sie zur Präsidentin der International Federation of Netball Associations gewählt. Ferner ist sie Mitglied der Jamaikanischen Anti-Doping Kommission (JADCO) und des Nationalen Olympischen Komitees.
Rhone ist verwitwet und Mutter zweier Kinder.

## Ehrungen
- Order of Distinction, Officer Class (1999)
- Order of Distinction, Commander Class (2007)
- Order of Jamaica (2011)